# 岩垂徳行
岩垂 徳行（いわだれ のりゆき、1964年4月28日 - ）は、日本の作曲家、編曲家、音楽プロデューサー。
長野県松本市出身、在住。主にゲームミュージックを手掛ける他、東京ディズニーリゾートなどのショーの作曲・編曲や舞浜駅の発着音なども手掛けている。
ゲームミュージックの初仕事は、マイコンソフト開発のメガドライブ版『アフターバーナーII』でのBGMコンバート。
メガドライブ、セガサターン、ドリームキャストそれぞれの部門で最優秀音楽賞を受賞した経歴がある（ソフトバンク主催）。

## 経歴

### ゲームミュージックに入るまで
1964年4月28日、長野県松本市にて、呉服屋の父と洋裁家の母親の間に生まれる。
4歳の頃からピアノを習う。ただし、岩垂は親から聞いた話として、ピアノではなくその教室のカバンに興味があっただけであり、ピアノの練習はバイエル程度だったと馬波レイとのインタビューの中で振り返っている。それでも、先生が弾いた和音を当てるのが楽しくて、調音（耳コピ）する力がついたと岩垂は話している。
小学校5年生の時、アマチュア声楽家だった当時の担任教師によってコンサートに連れていってもらったり、クラスでNHKの合唱コンクールに出たりするなど、音楽に触れ合う機会が増えた。中学・高校も音楽に親しみ、「音楽を仕事にしたい」という気持ちから一浪して尚美学園音楽短期大学の音楽情報学科に入学する。
岩垂はこのころに作曲を専攻していないにもかかわらず曲をほめられるといった経験から、作曲の仕事ができるのではないかと気づいたとインタビューの中で話している。
卒業後、友人のキーボード奏者から箱バンのキーボードの仕事を紹介され、ブラック・ミュージックやファンク、グループサウンズといった様々なジャンルの音楽に触れ、バンドマスターを通じて音楽の知識を学んだ。それから4年後、バンドマスターの負傷によって箱バンの仕事が減った矢先、浪人生時代の知り合いである五島賢次からゲーム音楽のアレンジの依頼を受け、ゲーム業界入りを果たす。

### ゲーム音楽家として
『アフターバーナーII』以降も、『ダライアスII』や『ラングリッサー』などの作品を手掛けていった。
岩垂はインタビューの中で、バンド演奏と違い、ゲーム音楽においてハードウェアの制約を感じたと話しており、たとえばメガドライブは同じFM音源を扱うシンセサイザーのDX-7よりも、オペレータの数が2つ少なかったため、細かな音を作ることができなかったことを挙げている。その一方で、ゲーム音楽におけるミニマムさを気に入っていたとも話している。
様々な経験を重ねる中、作曲家の溝口功に誘われ、大熊謙一とともにツーファイブ設立に参加するが、会社の規模が大きくなるにつれて作曲以外の仕事が多くなってきたことから、岩垂は同社を去る。
その後、数々のゲーム音楽の作曲、アーティストへの楽曲提供、テーマパークなどのショー・イベント、舞台、放送関係など多方面での音楽制作を行いつつ、「Japan Expo」をはじめ世界各国でのライブやレコーディングを行なっている。
オーケストラへの造詣も深く、『逆転裁判』など多くのゲームタイトルのスコアを制作。指揮者としても活動歴が長く、特に若手の演奏家たちへの指導には定評がある。
Arc-hive Philharmonic Winds（顧問・指揮）Game Symphony Japan（顧問）

## 人物
大学生の時に上京して以来、しばらくの間は東京で仕事をしていたが、1998年に生まれ故郷の松本市に戻る。
岩垂はその理由について、子どもたちが外で遊べるような場所が東京にはなかったこと、長野オリンピックによってインターネット回線等のインフラが整備されたことなどをインタビューで挙げている。

## 作品

### ゲーム
- トゥルー・ラブストーリーシリーズ
  - トゥルー・ラブストーリー（1996年12月13日）
  - トゥルー・ラブストーリー〜Remember My Heart〜（1997年12月11日）
  - トゥルーラブストーリー2（1999年1月21日）
  - トゥルーラブストーリー・ファンディスク（1999年11月25日）
  - トゥルーラブストーリー3（2001年4月5日）
  - True Love Story Summer Days, and yet… （2003年7月24日）
- ラングリッサーシリーズ
  - ラングリッサー（1991年4月26日）
  - ラングリッサーII（メガCD版）（1994年8月26日）
  - デア ラングリッサー（1995年6月30日 スーパーファミコン）
  - デア ラングリッサーFX（1996年4月26日、PC-FX）
  - ラングリッサーIII（1996年10月18日 セガサターン）
  - ラングリッサーV 〜The End of Legend〜（1998年6月18日、セガサターン）
  - ラングリッサー リインカネーション-転生-（2015年7月23日）
  - ラングリッサー モバイル（2019年4月2日）
  - ラングリッサーIV（1997年8月1日、セガサターン）
- LUNARシリーズ
  - LUNAR ザ・シルバースター（1992年6月26日）
  - LUNAR エターナルブルー（1994年12月22日）
  - LUNAR さんぽする学園（1996年1月12日）
  - 魔法学園LUNAR!（1997年11月20日）
  - LUNAR ハーモニーオブシルバースター（2009年11月12日）
- グランディアシリーズ
  - グランディア（1997年12月18日）
  - グランディアII（2000年8月3日）
  - グランディア パラレルトリッパーズ（2000年12月22日）
  - グランディア エクストリーム（2002年1月31日）
  - グランディアIII（2005年8月4日）
  - グランディア HDコレクション（2020年3月25日）
- 逆転シリーズ
  - 逆転裁判3（2004年1月23日）
  - 逆転検事（2009年5月28日）
  - 逆転検事2（2011年2月3日）
  - 逆転裁判5（2013年7月25日）
  - 逆転裁判6（2016年6月9日）
- アフターバーナーII（メガドライブ版）（1990年3月23日）（コンバート）
- ダライアスII (メガドライブ版) [5]（1990年12月20日)（コンバート）
- スペースインベーダー 復活の日（1990年3月2日）
- スペースインベーダー’90（1990年9月7日）
- ジノーグ（1991年1月25日）
- パラソルスター（1991年2月15日）
- ブルーアルマナック（1991年5月25日）
- ゼロウィング（メガドライブ版）（1991年5月30日）（コンバート）
- ウィナーズホース（1991年9月20日）
- イースIII（メガドライブ版）（1991年11月1日）（コンバート）
- 鋼鉄帝国（1992年3月13日）
- ライズ・オブ・ザ・ドラゴン（メガCD版）（1993年9月25日）
- シムアース（メガCD版）（1993年3月12日）
- エクスランザー（1993年5月28日）（コンバート、一部作曲）
- 卒業 ~Graduation~（1993年7月30日）
- 騎士伝説（1993年7月30日）
- 魔天の創滅（1993年12月29日）
- ウィングコマンダー（メガCD版）（1994年3月24日）
- うる星やつら 〜ディア マイ フレンズ〜（1994年4月15日）
- 卒業II 〜Neo Generation〜（1994年12月23日）
- メルクリウスプリティ（1994年3月22日）
- 誕生 ~Debut~（1994年9月25日）
- モンスタニア（1996年9月27日）
- グローランサー（1999年11月25日）
- ラジアータ ストーリーズ（2005年1月27日）
- プリンセスコンチェルト（2005年8月26日）
- キミキス（2006年5月25日）
- 漢字の渡り鳥（2006年6月1日）
- エルヴァンディアストーリー（2007年4月26日）
- 大乱闘スマッシュブラザーズX（2008年1月31日）
- トゥルーフォーチュン（2008年9月25日）
- アマガミ（2009年3月19日）
- フォトカノ（2012年2月2日）
- 新・光神話 パルテナの鏡（2012年3月22日）
- 城姫クエスト（2014年8月15日）
- 大乱闘スマッシュブラザーズ for Nintendo 3DS / Wii U（2014年9月13日、2014年12月6日）
- ゾンビ東京（2015年9月17日）
- ソウルアームズ（2016年4月25日）
- ドラゴンハンターCOOP（2016年6月28日）
- レコラヴ（2016年10月20日）
- VR【全豚に告ぐ！これで痩せなきゃお前は終わりだ】（2016年12月21日）
- ガールズシンフォニー ～少女交響詩～（2017年2月14日）
- ガンガンピクシーズ（2017年4月27日）
- 大乱闘スマッシュブラザーズ SPECIAL（2018年12月7日）
- VR【ソード・オブ・ガルガンチュア】（2019年2月15日）
- 千里の棋譜〜現代将棋ミステリー〜（2020年2月26日）
- LoveR Kiss（2020年2月27日）
- 香川愛生とふたりで将棋（2020年10月30日）
- ニンジャラ（2021年-）
- LOOP8（2023年6月1日）
- ペニーブラッド：ヘルバウンド（2024年12月17日）

### CD
1991年
- 【ブルーアルマナック オリジナルサウンドトラック】
- 【ラングリッサー メサイヤオムニバス】

1992年
- 【LUNAR The Silver Star オリジナルサウンドトラック】

1993年
- 【卒業〜グラデュエーション オリジナルサウンドトラック】
- 【同級生 サウンドメモリアル】

1994年
- 【卒業II ネオジェネレーション オリジナルサウンドトラック】
- 【Prelude ／ LUNAR Eternal Blue】
- 【ラングリッサーII オリジナルサウンドトラック】

1995年
- 【メルクリウスプリティ-妖精伝説- オリジナルサウンドトラック】
- 【LUNAR Eternal Blue オリジナルサウンドトラック】
- 【ラングリッサーII CD-Book】
- 【ルナティックパレード Vol.1 & 2】(LUNAR Eternal Blue）
- 【レッスルエンジェルス オリジナルファイティングストーリー】

1996年
- 【超兄貴しょーII】
- 【メルディランサー キャラクターソングコレクション】
- 【怪盗セイント・テール オールスターソングコレクション】
- 【ルナティックフェスタ Vol.1〜4】（LUNAR Silver Story）
- 【ラングリッサーIII オリジナルサウンドトラック】

1997年
- 【ルナ・ソングス1 -青木星の伝説-】
- 【ルナ・ソングス2 -蘇る大地の記憶-】
- 【トゥルーラブストーリー イメージアルバム 〜メモリアルソングス〜】
- 【マジカルアイランド Vol.1 ＆2】（魔法学園ルナ）
- 【マリーのアトリエ ザールブルグの錬金術師1】（BGM 編曲）
- 【グランディア オリジナルサウンドトラックス】

1998年
- 【トゥルーラブストーリー オリジナルサウンドトラック】
- 【Vwnt グランディア アレンジバージョン】
- 【グランディア オリジナルサウンドトラックス2】
- 【ラングロッサーV オリジナルサウンドトラックス】

1999年
- 【15th ANNIYVERSARY MUSIC 2.3.4】(TDL）
- 【トゥルーラブストーリー2 オリジナルサウンドトラック】
- 【15Years of Magic】（TDL）
- 【DONALD'S WACKY KINGDOM】(TDL）
- 【The Best of GRANDIA】

2000年
- 【Melodia】（グランディア2 初回限定）
- 【DEUS グランディア2 オリジナルサウンドトラック】
- 【POVO グランディア2 オリジナルサウンドトラック】

2001年
- 【Melody of Legend 夢の章】（ローナン・ブラウン）
- 【Disney's Party Express!】（TDL）
- 【トゥルーラブストーリー3 オリジナルサウンドトラック】
- 【トゥルーラブストーリー3 ボーカルコレクション】

2002年
- 【グランディアエクストリーム オリジナルサウンドトラック】
- 【Wind - a breath of heart ~Songs~】

2003年
- 【Wind - a breath of heart ~Songs2~】
- 【トゥルーラブストーリー Summer Days, and yet... オリジナルサウンドトラック】
- 【ロックマンX7 オリジナルサウンドトラック】
- 【Ingmar -for the beginning】 - 川澄かおりとの共作

2004年
- 【空のシズク】門脇舞
- 【トゥルーラブストーリー Special Song Box】
- 【ダーククロニクル プレミアムアレンジ】（編曲）
- 【ファンタシースターオンライン エピソード1＆2 プレミアムアレンジ】（編曲）

2005年
- 【ラジアータストーリーズ オリジナルサウンドトラック】
- 【ラジアータストーリーズ アレンジアルバム】
- 【グランディア3 オリジナルサウンドトラック】
- 【その向こうの向こう側 イメージボーカルトラックス】

2006年
- 【ローグギャラクシー プレミアムアレンジ】
- 【キミキス オリジナルサウンドトラック】

2007年
- 【TDLフォーエバー Club Disney スーパー・ダンシン・マニア〜ザ・パーフェクト・ベスト】
- 【霜月はるか「ティンダーリアの種」】 - サウンドプロデュース・作曲・編曲
- 【逆転裁判 ジャズアルバム】
- 【エルヴァンディアストーリー オリジナルサウンドトラック】

2008年
- 【ティンダーリアの種 ドラマCD】
- 【ウラナイ・ハナサナイ・カエサナイ】
- 【トゥルーフォーチュン オリジナルサウンドトラック】
- 【メッセージ】いとうかなことのコラボレーション

2009年
- 【逆転裁判 特別法廷2008 オーケストラコンサート】
- 【アマガミ オリジナルサウンドトラックス】
- 【ケツイ〜絆地獄たち〜 アレンジアルバム】（編曲）
- 【逆転検事 オリジナルサウンドトラック】
- 【霜月はるか「グリオットの眠り姫」】 - 作・編曲
- 【アマガミ キャラクターソング Vol.5「trust/七咲逢】
- 【虫姫さまふたり ダブルアレンジアルバム】（編曲）
- 【グランディアオンライン パーフェクトサウンドライブラリー】

2010年
- 【LEGEND OF CHUSEN ORIGINAL IMAGE SONGS】(霜月はるかとのコラボレーション）
- 【DVD【Haruka Shimoysuki Orijinal Fandtasy Concert 2009 -FEL ARY ARIA-】
- 【ディズニー・ハローウィーン2010】（TDS）

2011年
- 【逆転検事2 オリジナルサウンドトラック】
- 【逆転検事2 オーケストラアレンジ集】（コレクターズパッケージに同封）

2012年
- 【フォトカノ オリジナルサウンドトラックス】
- 【霜月はるか「零れる砂のアリア」】 - 作・編曲
- 【霜月はるか「ティンダーリアの奏」】 - 作・編曲

2013年
- 【逆転裁判5 オリジナルサウンドトラック】
- 【ROM CASSETTE DISC IN HOT-B オリジナルサウンドトラック】

2014年
- 【LIVE at Symphony Hall Video Game Orchestra】
- 【ensemble】 - 土屋玲子との共作

2015年
- 【大乱闘スマッシュブラザーズ for Nintendo 3DS/ for Wii U 特選サウンドテスト】
- 【ラングリッサー リインカネーション オリジナルサウンドトラック】
- 【B♭】 - なるけみちことの共作
- 【ensemble II】 - 土屋玲子との共作
- 【ソンビ東京 オリジナルサウンドトラック】 - なるけみちことの共作

2016年
- 【E♭】 - なるけみちことの共作
- 【ensemble III】 - 土屋玲子との共作
- 【岩垂劇場】

2017年
- 【レコラブ オリジナルサウンドトラック】
- 【UNCHAINED Noriyuki Iwadare Works Library Vol.01】
- 【逆転裁判15周年記念 オーケストラコンサート Live】
- 【BLUE+YELLO】 - 土屋玲子との共作

2019年
- 【岩垂楽園】

2020年
- 【交響組曲「忘れられない冒険へ」】（グランディアより）
- 【GRANDIA Memorial/Complete Soundtrack】（Wayo Record)
- 【TWELVE DOORS -Tribute to Noriyuki Iwadare-】（磯村翔之、ベンヤミン・ヌス）

2021年
- 【恋しからむる】

2022年
- 【麒麟幻夢】

2023年
- 【恋しからむる2】
- 【華蝶風月】
- 【GRANDIA II オリジナルサウンドトラック】（Wayo Record)
- 【霜月はるか『Maple Leaf BOX II」】編曲

### その他
- 東京ディズニーリゾートのパレード
- 【ゲームタクト】（2014-2019） - 編曲・出演
- 【浅草サンバカーニバル ガンホーアミーゴス】（2012-2016）- 編曲
- 【笑TIME】（2017- ) - 作・編曲
- 森永乳業 (2021/04/14) ギリシャヨーグルト パルテノ CM『ギリシャのしずく』篇　グランディア「雪の村レーヌ」アレンジバージョン
- 滋賀県PR CM (2020/03/30) 『滋賀、滋賀（シガ、シガ）』篇　グランディア「雪の村レーヌ」アレンジバージョン

## コンサート・ライブ
2005年
- 【SQUARE-ENIX PARTY 2005】

2008年
- 【逆転裁判オーケストラコンサート】
- 【PressStart2008】

2010年
- 【JAPAN EXPO in Paris】日本人のゲーム作曲家として初めてのライブを敢行

2011年
- 【4Star オーケストラ2011】

2012年
- 【国境なきオーケストラ(松本市芸術館大ホール）】
- 【Video Game Orchestra(Boston Symphony Hall)】
- 【Haruka Shimotsuki Original Fantasy Concert 2012 -FEL FEARY WEL-】

2013年
- 【JAPAN EXPO in USA】
- 【PressStart2013】
- 【Deep Crystal 6th 岩垂徳行Special Band Live】
- 【日本BGMフィルハーモニー管弦楽団コンサート2013】
- 【Bahamut Live(台湾）】

2014年
- 【沖縄ゲームタクト】

2015年
- 【Game Symphony Japan 5th Concert-New Year Special 2015-】
- 【4Star オーケストラ2015】

2016年
- 【Game Symphony Japan 16th Concert】
- 【あそぶらす 第１話】

2017年
- 【逆転裁判特別法廷15周年Live】
- 【東京ゲームタクト2017】
- 【逆転裁判オーケストラコンサート2017】
- 【Game Symphony Japan PREMIUM WEEK Vol.2 スペシャルファッッミーティング】
- 【大人のためのゲーム音楽VOl.3】

2018年
- 【Japan Game Music Festival II】
- 【逆転裁判オーケストラコンサート2018】
- 【東京ゲームタクト2018】
- 【逆転裁判LIVE2018】
- 【ロックマン30周年記念ライブ】- 編曲・演奏
- 【Score Re:fire #1 ワイルドアームズ ボーカルソングコンサート】 - 編曲

2019年
- 【逆転裁判オーケストラコンサート2019】
- 【東京ゲームタクト2019】
- 【逆転裁判LIVE2019】
- 【Score Re:fire #2 ワイルドアームズ ボーカルソングコンサート】 - 編曲
- 【上海 WEPLAY2019】

2020年
- 【ロックマンライブ2020】- 編曲・演奏

2021年
- 【ANIME & GAME SYMPHONY JAPAN ジルベスターコンサート】- 編曲・指揮

2023年
- 【Arc-hive Philharmonic Winds　創立コンサート】- 編曲・指揮
- 【Arc-hive Philharmonic Winds　第2回コンサート】- 編曲・指揮

## 執筆
- 【Nintendo Dream/ 岩垂徳行の「音符の隙間」】（2017年- ）